# 苣叶鼠尾草
苣叶鼠尾草（学名：Salvia sonchifolia）为唇形科鼠尾草属的植物，是中国的特有植物。分布于中国大陆的云南等地，生长于海拔1,300米至1,500米的地区，多生长于石灰岩山林内湿润腐植土上，目前已由人工引种栽培。